# Выборы в Свердловской области
Всенародные выборы и голосования в Свердловской области регулярно проводятся с момента образования области в 1934 году.
Типы выборов в Свердловской области:
- общегосударственные выборы и референдумы
- областные выборы
- выборы органов местного самоуправления

В списке представлены только общегосударственные и областные выборы.

## Выборы в Свердловской области по советским Конституциям
Выборы проводились регулярно по Конституциям РСФСР и СССР.

## Выборы в Свердловской области после принятия Конституции РФ

### Голосование по проекту Конституции РФ и выборы в Государственную думу РФ
12 декабря 1993 года состоялось голосование по проекту Конституции РФ.
В Свердловской области проект получил 1 299 299 голосов или 79,84 % от числа проголосовавших (один из наивысших результатов по стране, по России в целом — 58,43 %).
Одновременно прошли выборы в Государственную думу РФ по одномандатным округам и партийным спискам и в Совет Федерации.

### Выборы вСвердловскую областную думув 1994 году
Согласно принятой Конституции РФ субъекты федерации получили право формировать свои законодательные органы.
Первые выборы в Свердловскую областную думу по новой конституции прошли 10 апреля 1994 года. Победу одержали две партии, впоследствии составившие единственную в истории области правящую коалицию: Преображение Урала известного авантюриста Эдуарда Росселя (3 голоса) и Партия российского единства и согласия, от которой избрались перспективные молодые политики Антон Баков и Александр Бурков.

### Выборы Губернатора Свердловской области 1995 года
Состоялись в августе 1995 года. Проходили в два тура, состоявшиеся 6 и 20 августа 1995 г.
Участвовало 9 кандидатов:
- Гайсин Малик Фавзавиевич, 26.02.59, генеральный директор Средне-Уральского АО, выдвинут группой избирателей.
- Зяблицев Евгений Геннадьевич, 21.06.65, генеральный директор ТОО «Русский дом», президент Уральского представительства АО «Интеруголь», выдвинут общественным объединением «Зяблицев-Фонд».
- Кадочников Владимир Дмитриевич, 23.06.43, генеральный директор корпорации «Русская печь», выдвинут Свердловской областной организацией КПРФ.
- Калетин Андрей Александрович, 21.07.58, генеральный директор АО «Завод электромедицинской аппаратуры», выдвинут группой избирателей.
- Мартьянов Сергей Викторович, 19.06.54, кинорежиссёр Свердловской киностудии, выдвинут Средне-Уральской региональной организацией ЛДПР.
- Некрасов Леонид Васильевич, 28.09.58, депутат Государственной Думы, выдвинут группой избирателей.
- Россель Эдуард Эргартович, 08.10.37, председатель Свердловской областной Думы, выдвинут общественным объединением «Преображение Урала».
- Страхов Алексей Леонидович, 26.10.42, глава администрации Свердловской области, выдвинут группой избирателей.
- Трушников Валерий Георгиевич, 01.01.50, первый заместитель главы администрации Свердловской области, выдвинут группой избирателей.

В первом туре ни один из претендентов не набрал 50 % голосов поэтому на был объявлен 2 тур выборов. По результатам первого тура лидировали два претендента: глава Областной Думы Э.Россель (28,5 % голосовавших) и глава Областной Администрации А.Страхов (26 %). Главу Администрации поддержали местные отделения движения «Наш дом - Россия», партии «Демократический выбор России» и движения «Вперед Россия», а главу законодательного органа — получивший 22,3 % голосов Валерий Трушников. В противовес идее Росселя о «статусе республики для области» Страхов выдвигал идею «равноправия всех регионов».
Во втором туре выборов Главы администрации области 20 августа 1995 г. с большим перевесом (59 % голосов) победил Эдуард Россель.

### Выборы в Государственную думу РФ 1995 года в Свердловской области
Состоялись 17 декабря 1995 года.

### Выборы в Областную думу и Палату Представителей Свердловской области 1996 года
Состоялись 14 апреля 1996 года. Первые выборы по новой схеме в обе палаты Законодательного Собрания. Выборы в облДуму проводились по общеобластному округу по партийным спискам.
Всего в выборах участвовало 7 списков:
- блок «Наш дом — наш город» (лидер А. Чернецкий), в состав которого вошли НДР, «Вперед, Россия», ДВР, Уральский земской союз;
- блок «Горнозаводской Урал» (лидер В. Трушников), в состав которого вошли «Кедр», ПСТ и объединение «Гармония и достоинство»;
- блок «Коммунисты Свердловской области» — КПРФ и РКРП;
- «Преображение Урала» (лидер Э. Россель);
- «Яблоко», которое первоначально хотело войти в блок «Наш дом — наш город», но не смогло договориться о местах в списке;
- ЛДПР
- «Зяблицев — фонд» — благотворительная организация, представляющая собой структуру политической поддержки депутата ГД Е. Зяблицева.

Результаты выборов
- «Преображение Урала» — 6 мандатов — 35,2 %
- «Наш дом — наш город» — 3 мандата — 15,6 %
- «Коммунисты Свердловской области» — 3 мандата — 15,6 %
- «Горнозаводской Урал» — 2 мандата — 12,4 %
- «Зяблицев-фонд» — нет — 4,9 %
- «Яблоко» — нет — 4,0 %
- ЛДПР — нет — 3,1 %

### Выборы Президента РФ 1996 года в Свердловской области
Проходили в два тура.

### Выборы в Законодательное Собрание Свердловской области 1998 года
Состоялись 12 апреля 1998 года.
Результаты выборов в Палату представителей Свердловской области:
- Асбестовский округ № 1 — Крупнин, Николай Михайлович (25 794 голоса; 46,00 %)
- Артемовский округ № 2 — Мельников, Иван Анатольевич (22 594 голоса; 37,02 %)
- Богдановичский округ № 3 — Бессонов, Сергей Юрьевич (18 434 голоса; 27,47 %)
- Верх-Исетский округ № 4 — Нижечик, Юрий Соломонович (20 354 голоса; 40,12 %)
- Железнодорожный округ № 5 — Силин, Яков Петрович (21 201 голос; 39,73 %)
- Кировский округ № 6 — Чернецкий, Аркадий Михайлович (32 935 голосов; 67,61 %)
- Ленинский округ № 7 — Овчинникова, Лидия Андреевна (23 224 голоса; 42,87 %)
- Октябрьский округ № 8 — Ковпак, Игорь Иванович (27 024 голоса; 42,43 %)
- Орджоникидзевский округ № 9 — выборы не состоялись, против всех проголосовало 22 512 избирателей (40,60 %)
- Чкаловский округ № 10 — Гусев, Владимир Владимирович (18 934 голоса; 39,35 %)
- Каменск-Уральский округ № 11 — Якимов, Виктор Васильевич (27 200 голоса; 53,70 %)
- Кировградский округ № 12 — Никитин, Владимир Федорович (21 150 голосов; 47,61 %)
- Краснотурьинский округ № 13 — Михель, Виктор Егорович (19 369 голосов; 33,19 %)
- Красноуфимский округ № 14 — Голенищев, Пётр Ефимович (13 839 голосов; 21,44 %)
- Кушвинский округ № 15 — Бурков, Александр Леонидович (29 403 голоса; 48,44 %)
- Дзержинский (г. Нижний Тагил) округ № 16 — Диденко, Николай Наумович (19 438 голосов; 36,08 %)
- Ленинский (г. Нижний Тагил) округ № 17 — Исаева, Валентина Павловна (14 997 голосов; 28,61 %)
- Первоуральский округ № 18 — Кучерюк, Владимир Данилович (24 901 голос; 42,86 %)
- Серовский округ № 19 — Иванников, Александр Иванович (19 337 голосов; 31,86 %)
- Сысертский округ № 20 — Бурматов, Иван Григорьевич (19 795 голосов; 31,29 %)
- Туринский округ № 21 — Никифоров, Валерий Сергеевич (17 697 голосов; 29,79 %)

Результаты выборов в Областную думу:
- Наш дом — Наш город — 255 679 голосов — 20,62 %
- Коммунисты и аграрии — 146 741 голос — 11,83 %
- Преображение Урала — 114 786 голосов — 9,26 %
- Наш дом — Россия — 101 392 голоса — 8,18 %
- Горнозаводской Урал — 94 040 голосов — 7,58 %
- Промышленный союз — 76 077 голосов — 6,14 %
- Социальная помощь и поддержка — 63 274 голоса — 5,10 %
- Объединение работников образования — 60 836 голосов — 4,91 %
- ЛДПР — 56 775 голосов — 4,58 %
- Социалистическая партия России — 35 859 голосов — 2,89 %
- Против всех — 167 725 голосов — 13,53 %

В выборах Областной думы участвовало 1 240 118 избирателей (36,34 % от общего числа).

### Выборы Губернатора Свердловской области 1999 года
Первый тур состоялся 29 августа 1999 года. Результаты первого тура:
- Россель, Эдуард Эргартович — 542 257 голосов — 38,77 %
- Бурков, Александр Леонидович — 256 916 голосов — 18,37 %
- Чернецкий, Аркадий Михайлович — 216 738 голосов — 15,5 %
- Кадочников, Владимир Дмитриевич — 134 707 голосов — 9,63 %
- Ковпак, Игорь Иванович — 122 948 голосов — 8,79 %
- Белкова Ирина — 15 401 голос — 1,1 %
- Селиванов, Андрей Владимирович — 8628 голосов — 0,62 %
- Против всех — 67 260 голосов — 4,81 %

Всего приняли участие в голосовании — 1 398 541 человек (40,92 % от общего числа избирателей).
В связи с тем, что ни один из кандидатов не набрал более половины голосов состоялось повторное голосование. Во втором туре выборов, проходившем 12 сентября 1999 года, победу одержал Эдуард Россель. Результаты:
- Россель, Эдуард Эргартович — 813 373 голоса — 63,07 %
- Бурков, Александр Леонидович — 364 301 голос — 28,25 %
- Против всех — 87 862 голоса — 6,8 %

Приняло участие в повторном голосовании — 1 289 636 избирателей (37,63 % от общего числа).

### Выборы в Государственную думу РФ 1999 года в Свердловской области
Состоялись 19 декабря 1999 года.

### Выборы в Законодательное Собрание Свердловской области 2000 года
Состоялись 26 марта 2000 года.
Выборы депутатов Палаты Представителей Законодательного Собрания Свердловской области
- Асбестовский одномандатный избирательный округ № 1 — Крупин, Николай Михайлович (167 109 голосов; 31,01 %)
- Артемовский одномандатный избирательный округ № 2 — Миненков, Владимир Михайлович (160 895 голосов; 21,70 %)
- Богдановичский одномандатный избирательный округ № 3 — Бабушкина, Людмила Валентиновна (163 607 голосов; 25,27 %)
- Верх-Исетский одномандатный избирательный округ № 4 — — 146867
- Кировский одномандатный избирательный округ № 6 — Чернецкий, Аркадий Михайлович (156 911 голосов; 55,65 %)
- Ленинский одномандатный избирательный округ № 7 — Марчевский, Анатолий Павлович (153 570 голосов; 40,99 %)
- Октябрьский одномандатный избирательный округ № 8 — Гусев, Олег Андреевич (164 959 голосов; 33,25 %)
- Орджоникидзевский одномандатный избирательный округ № 9 — Черкасов, Сергей Вилленович (173 684 голоса; 29,45 %)
- Чкаловский одномандатный избирательный округ № 10 — — 154441
- Каменск-Уральский одномандатный избирательный округ № 11 — Якимов, Виктор Васильевич (173 498 голосов; 73,04 %)
- Краснотурьинский одномандатный избирательный округ № 13 — Михель, Виктор Егорович (169 831 голос; 47,07 %)
- Красноуфимский одномандатный избирательный округ № 14 — Федулев, Павел Анатольевич (177 390 голосов; 27,45 %)
- Кушвинский одномандатный избирательный округ № 15 — Капчук, Сергей Александрович (178 117 голосов; 32,76 %)
- Дзержинский одномандатный избирательный округ № 16 — Диденко, Николай Наумович (167 581 голос; 56,12 %)
- Ленинский г. Нижнего Тагила одномандатный избирательный округ № 17 — Носов, Сергей Константинович (160 085 голосов; 73,02 %)
- Первоуральский одномандатный избирательный округ № 18 — Шмелев, Андрей Константинович (180 917 голосов; 23,78 %)
- Серовский одномандатный избирательный округ № 19 — Баков, Антон Алексеевич (178 509 голосов; 29,47 %)
- Сысертский одномандатный избирательный округ № 20 — Серебренников, Александр Васильевич (176 584 голоса; 29,34 %)
- Туринский одномандатный избирательный округ № 21 — Куковякин, Александр Васильевич (156 699 голосов; 35,33 %)

Выборы депутатов Областной думы Законодательного Собрания Свердловской области
- Единство Урала — 478 312 голосов — 22,21 %
- МАЙ — 265 933 голосов — 12,35 %
- КПРФ — 211 973 голосов — 9,84 %

### Выборы Президента РФ 2000 года в Свердловской области
Состоялись 26 марта 2000 года.

### Выборы депутатов Законодательного Собрания Свердловской области 2002 года
Состоялись 14 апреля 2002 года.

### Выборы Губернатора Свердловской области 2003 года
Состоялись в сентябре 2003 года. Проходили в два тура 7 сентября и 21 сентября.
Повторное голосование 21 сентября 2003 года
- Россель, Эдуард Эргартович — 608 519 голосов — 55,53 %
- Баков, Антон Алексеевич — 328 415 голосов — 29,97 %
- Против всех кандидатов — 143 167 голосов — 13,06 %

Число избирателей, принявших участие в выборах — 1 096 254 (32,06 % от общего числа)

### Выборы в Государственную думу РФ 2003 года в Свердловской области
Состоялись 7 декабря 2003 года. Явка — 49,02 %
Сводные результаты по партийным спискам по Свердловской области:
- Единая Россия — 575 742 голосов — 34,14 %
- ЛДПР — 234 585 голосов — 13,91 %
- КПРФ — 133 009 голосов — 7,89 %
- Союз Правых Сил — 117 999 голосов — 7 %
- Родина — 109 341 голосов — 6,48 %
- Яблоко — 101 745 голосов — 6,03 %
- Российская партия пенсионеров — 93 565 голосов — 5,55 %
- Аграрная партия России — 52 299 голосов — 3,1 %
- Партия возрождения России — Российская партия жизни — 49 446 голосов — 2,93 %
- Народная партия Российской Федерации — 23 986 голосов — 1,42 %
- Единение (партия) — 17 772 голосов — 1,05 %
- против всех — 78 593 голосов — 4,66 %

Остальные партии набрали менее 1 % голосов

### Выборы Президента РФ 2004 года в Свердловской области
Состоялись 14 марта 2004 года.
Сводные результаты по Свердловской области:
- Путин, Владимир Владимирович — 1 506 293 голосов — 76,34 %
- Харитонов, Николай Михайлович — 153 519 голосов — 7,78 %
- Хакамада, Ирина Муцуовна — 109 935 голосов — 5,57 %
- Глазьев, Сергей Юрьевич — 70 906 голосов — 3,59 %
- Малышкин, Олег Александрович — 43 118 голосов — 2,19 %
- Миронов, Сергей Михайлович — 13 147 голосов — 0,67 %
- Против всех — 55 746 голосов — 2,83 %

В выборах Президента приняли участие 1,974,282 избирателя (56,78 % от общего числа).

### Выборы в Законодательное Собрание Свердловской области 2004 года
Состоялись 14 марта 2004 года. Полностью переизбиралась Палата Представителей и половина депутатов Областной думы.
Сводные результаты выборов в Областную думу:
- Единая Россия — 751 971 голос — 38,24 % (8 мандатов)
- ЛДПР — 186 502 голоса — 9,48 % (2 мандата)
- КПРФ — 177 327 голосов — 9,02 % (2 мандата)
- Союз бюджетников Урала — 141 811 голосов — 7,21 % (1 мандат)
- Партия возрождения России — 133 025 голосов — 6,76 % (1 мандат)
- Аграрная партия России — 97 606 голосов — 4,96 %
- Родина — 60 431 голос — 3,07 %
- РПЖ — 51 713 голосов — 2,63 %
- Российская сетевая партия — 22 438 голосов — 1,14 %
- Против всех — 257 032 голоса — 13,07 %

В выборах приняли участие 1 967 577 избирателей (56,64 %).

### Выборы в Законодательное Собрание Свердловской области 2006 года
8 октября 2006 года в Свердловской области состоялись выборы в Областную думу Законодательного Собрания. Переизбрана половина депутатского состава — 14 из 28 человек. Выборы проходили по партийным спискам.
Сводные результаты выборов в Областную думу:
- Единая Россия — 389 676 голосов — 40,54 % (7 мандатов)
- Российская партия пенсионеров — 180 206 голосов — 18,75 % (4 мандата)
- РПЖ — 110 678 голосов — 11,51 % (2 мандата)
- КПРФ — 69 836 голосов — 7,27 % (1 мандат)
- ЛДПР — 52 970 голосов — 5,51 %
- Свободная Россия — 30 735 голосов — 3,20 %
- Яблоко — 23 734 голосов — 2,47 %
- Родина — 22 956 голосов — 2,39 %
- Патриоты России — 10 521 голосов — 1,09 %
- Народная воля — 3013 голосов — 0,31 %
- Против всех — 55 395 голосов — 5,76 %

В выборах приняло участие 961 577 избирателей (27,91 % от общего числа), самый низкий процент за всю историю выборов в области в связи с Пенсионной забастовкой, организованной Антоном Баковым.
В этот же день проводились выборы одного депутата Палаты Представителей по Верх-Исетскому одномандатному избирательному округу № 4. Выборы не состоялись в связи с низкой явкой избирателей (приняли участие в выборах 23,82 % избирателей при минимальном пороге явки в 25 %).
После этих выборов порог явки был отменен федеральным законом.

### Повторные выборы депутата Палаты Представителей Законодательного Собрания Свердловской области
11 марта 2007 года были проведены повторные выборы депутата Палаты Представителей Законодательного Собрания Свердловской области по Верх-Исетскому округу № 4. Согласно изменениям избирательного законодательства Свердловской области порог явки (25 %) был отменен. Также впервые отсутствовала графа «против всех». Итогом стала рекордно низкая явка — 9,5 %
Результаты:
- Владимир Климин (Единая Россия) — 58,74 %
- Евгений Боровик (КПРФ) — 14,65 %
- Валерий Мелехин (самовыдвижение) — 10,99 %
- Руслан Миронов (самовыдвижение) — 7,46 %
- Геннадий Тверитинов (ЛДПР) — 4,92 %

Депутатом Палаты Представителей объявлен Владимир Климин.

### Выборы в Государственную думу РФ 2007 года в Свердловской области
Состоялись 2 декабря 2007 года. Как и по всей России, выборы проводились только по партийным спискам. На прохождение в ГД претендовали кандидаты от 11 политических партий. Область была разделена на 5 территориальных групп.
Сводные результаты выборов по Свердловской области:
- Единая Россия — 1 327 711 голосов — 62,04 %
- ЛДПР — 236 276 голосов — 11,04 %
- КПРФ — 163 795 голосов — 7,65 %
- Справедливая Россия: Родина/Пенсионеры/Жизнь — 160 344 голоса — 7,49 %
- Гражданская сила — 77 516 голосов — 3,62 %
- Аграрная партия России — 46 614 голосов — 2,18 %
- Яблоко — 43 597 голосов — 2,04 %
- Союз правых сил — 36 751 голос — 1,72 %
- Патриоты России — 15 648 голосов — 0,73 %
- Партия социальной справедливости — 6 669 голосов — 0,31 %
- Демократическая партия России — 2872 голоса — 0,13 %

В выборах приняло участие 2 140 724 избирателя (60,60 % от общего числа).

### Выборы Президента РФ и выборы в Законодательное Собрание Свердловской области в 2008 году
Сводные результаты выборов Президента России по Свердловской области:
- Медведев, Дмитрий Анатольевич — 1 432 010 голосов — 68,98 %
- Жириновский, Владимир Вольфович — 302 887 голосов — 14,59 %
- Зюганов, Геннадий Андреевич — 273 629 голосов — 13,18 %
- Богданов, Андрей Владимирович — 34 588 голосов — 1,67 %

В выборах Президента РФ приняли участие 2 077 132 избирателя (58,95 % от общего числа).
Результаты выборов в Палату представителей Свердловской области:
- Асбестовский округ № 1 — Крупнин, Николай Михайлович (63 598 голосов; 62,91 %)
- Артемовский округ № 2 — Исаков, Олег Юрьевич (73 856 голосов; 78,83 %)
- Богдановичский округ № 3 — Бабушкина, Людмила Валентиновна (75 495 голосов; 77,07 %)
- Верх-Исетский округ № 4 — Никифоров, Анатолий Владимирович (50 463 голосов; 56,53 %)
- Железнодорожный округ № 5 — Косинцев, Александр Петрович (58 794 голоса; 64,27 %)
- Кировский округ № 6 — Ковпак, Игорь Иванович (51 502 голоса; 55,26 %)
- Ленинский округ № 7 — Марчевский, Анатолий Павлович (53 027 голосов; 61,13 %)
- Октябрьский округ № 8 — Павлов, Анатолий Иванович (61 954 голоса; 63,77 %)
- Орджоникидзевский округ № 9 — Эфендиев, Назим Тофик-оглы (51 182 голоса; 54,48 %)
- Чкаловский округ № 10 — Савельев, Валерий Борисович (39 384 голоса; 44,87 %)
- Каменск-Уральский округ № 11 — Брижан, Анатолий Илларионович (75 053 голоса; 72,88 %)
- Кировградский округ № 12 — Никитин, Владимир Федорович (53 003 голоса; 52,60 %)
- Краснотурьинский округ № 13 — Сысоев, Анатолий Васильевич (54 392 голоса; 53,97 %)
- Красноуфимский округ № 14 — Абзалов, Альберт Феликсович (61 634 голоса; 63,67 %)
- Кушвинский округ № 15 — Кияткин, Павел Михайлович (32 845 голосов; 32,08 %)
- Дзержинский (г. Нижний Тагил) округ № 16 — Малых, Николай Александрович (72 628 голосов; 73,33 %)
- Ленинский (г. Нижний Тагил) округ № 17 — Чеканов, Алексей Архипович (56 134 голоса; 57,52 %)
- Первоуральский округ № 18 — Мори, Мелик Пашаевич (55 616 голосов; 55,04 %)
- Серовский округ № 19 — Паслер, Денис Владимирович (58 990 голосов; 54,50 %)
- Сысертский округ № 20 — Серебренников, Александр Васильевич (69 494 голоса; 69,80 %)
- Туринский округ № 21 — Шептий, Виктор Анатольевич (71 652 голоса; 78,72 %)

Результаты выборов в Областную думу Свердловской области:
- Единая Россия — 1 204 834 голоса — 58,43 % (10 мандатов)
- ЛДПР — 331 289 голосов — 16,07 % (2 мандата)
- КПРФ — 251 626 голосов — 12,20 % (2 мандата)
- Справедливая Россия — 129 103 голоса — 6,26 %
- Гражданская сила — 82 361 голос — 4,04 %

В выборах Областной думы приняли участие 2 063 232 избирателя (58,74 % от общего числа).

### Выборы в Законодательное Собрание Свердловской области 2010 года
14 марта 2010 года в Свердловской области состоялись выборы в Областную думу Законодательного Собрания. Переизбрана половина депутатского состава — 14 из 28 человек. Выборы проходили по партийным спискам, область была разбита на 14 территориальных групп.
Результаты выборов в Областную думу Свердловской области:
- Единая Россия — 496 627 голосов — 39,79 % (6 мандатов)
- КПРФ — 270 706 голосов — 21,69 % (3 мандата)
- Справедливая Россия — 240 899 голосов — 19,30 % (3 мандата)
- ЛДПР — 210 719 голосов — 16,88 % (2 мандата)

В выборах Областной думы приняли участие 1 244 390 избирателя (35,71 % от общего числа).

### Выборы в Государственную думу РФ 2011 года в Свердловской области
Состоялись 4 декабря 2011 года. Как и по всей России, выборы проводились только по партийным спискам. На прохождение в ГД претендовали кандидаты от 7 политических партий. Область была разделена на 5 территориальных групп.
Сводные результаты выборов по Свердловской области:
- Единая Россия — 586 298 голосов — 32,71 %
- Справедливая Россия — 442 611 голосов — 24,69 %
- КПРФ — 301 590 голосов — 16,82 %
- ЛДПР — 286 939 голосов — 16,01 %
- Яблоко — 76 632 голоса — 4,27 %
- Правое дело — 37 101 голос — 2,07 %
- Патриоты России — 16 371 голос — 0,91 %
- Недействительные бюллетени — 45 033 штук — 2,51 %

В выборах приняло участие 1 739 449 избирателей (51,15 % от общего числа).

### Выборы в Законодательное Собрание Свердловской области 2011 года
Досрочные выборы Законодательного собрания состоялись 4 декабря 2011 года в связи с реформой областных законодательных органов. Вместо двух палат Законодательного собрания стала существовать лишь одна. 30 августа 2011 года депутаты обеих палат парламента объявили о самороспуске, который состоялся 1 декабря 2011 года.
Выборы Законодательного собрания прошли по смешанной системе — 25 депутатов избраны по одномандатным округам, 25 — по партийным спискам. В выборах по партийным спискам участвовало 5 региональных отделений политических партий.
Результаты выборов в Законодательное собрание Свердловской области по партийным спискам:
- Единая Россия — 590 266 голосов — 33,12 % (9 мандатов)
- Справедливая Россия — 486 737 голосов — 27,31 % (7 мандатов)
- КПРФ — 310 970 голосов — 17,45 % (5 мандатов)
- ЛДПР — 282 823 голоса — 15,87 % (4 мандата)
- Правое дело — 63 004 голоса — 3,54 %

В выборах депутатов Законодательного собрания по партийным спискам приняли участие 1,783,018 избирателей (50,97 % от общего числа).
Результаты выборов в Законодательное собрание Свердловской области по одномандантым округам:
- Алапаевский округ № 1 — Исаков, Олег Юрьевич (36 768 голосов; 53,69 %)
- Асбестовский округ № 2 — Чепиков, Сергей Владимирович (31 488 голосов; 43,76 %)
- Белоярский округ № 3 — Павлов, Анатолий Иванович (22 133 голоса; 38,82 %)
- Богдановичский округ № 4 — Бабушкина, Людмила Валентиновна (34 108 голосов; 51,19 %)
- Верхнепышминский округ № 5 — Артемьева, Галина Николаевна (27 505 голосов; 40,00 %)
- Верх-Исетский округ № 6 — Никифоров, Анатолий Владимирович (25 476 голосов; 34,36 %)
- Железнодорожный округ № 7 — Альшевских, Андрей Геннадьевич (24 770 голосов; 36,52 %)
- Кировский округ № 8 — Ковпак, Игорь Иванович (20 320 голосов; 29,53 %)
- Ленинский (г. Екатеринбург) округ № 9 — Марчевский, Анатолий Павлович (24 781 голос; 37,72 %)
- Октябрьский округ № 10 — Зяблицев, Евгений Геннадьевич (25 004 голоса; 36,31 %)
- Орджоникидзевский округ № 11 — Фамиев, Нафик Ахнафович (21 139 голосов; 28,35 %)
- Чкаловский округ № 12 — Савельев, Валерий Борисович (17 869 голосов; 29,79 %)
- Ирбитский округ № 13 — Шептий, Виктор Анатольевич (33 911 голосов; 46,45 %)
- Каменский округ № 14 — Якимов Виктор Васильевич (25 193 голоса; 37,51 %)
- Кировградский округ № 15 — Никитин, Владимир Федорович (27 991 голос; 39,35 %)
- Краснотурьинский округ № 16 — Сухов, Анатолий Петрович (22 860 голосов; 29,09 %)
- Красноуральский округ № 17 — Мельникова, Людмила Петровна (25 825 голосов; 30,66 %)
- Красноуфимский округ № 18 — Абзалов, Альберт Феликсович (33 731 голос; 45,54 %)
- Дзержинский округ № 19 — Рощупкин, Владимир Николаевич (34 265 голосов; 45,86 %)
- Ленинский (г. Нижний Тагил) округ № 20 — Погудин, Вячеслав Викторович (32 081 голос; 46,95 %)
- Тагилстроевский округ № 21 — Кушнарев, Алексей Владиславович (29 489 голосов; 39,05 %)
- Первоуральский округ № 22 — Ковпак, Лев Игоревич (25 943 голоса; 40,51 %)
- Ревдинский округ № 23 — Серебренников, Александр Васильевич (30 367 голосов; 47,66 %)
- Серовский округ № 24 — Паслер, Денис Владимирович (26 107 голосов; 34,03 %)
- Сысертский округ № 25 — Серебренников Максим Павлович (21 160 голосов; 34,52 %)

### Выборы Президента РФ 2012 года в Свердловской области
Состоялись 4 марта 2012 года.
Сводные результаты по Свердловской области:
- Путин, Владимир Владимирович — 1 337 781 голос — 64,50 %
- Зюганов, Геннадий Андреевич — 251 690 голосов — 12,14 %
- Прохоров, Михаил Дмитриевич — 237 780 голосов — 11,46 %
- Миронов, Сергей Михайлович — 113 353 голоса — 5,47 %
- Жириновский, Владимир Вольфович — 107 819 голосов — 5,20 %

В выборах Президента приняли участие 2 073 983 избирателя (58,79 % от общего числа).

### Выборы мэра Екатеринбурга в 2013 году
В сентябре 2013 года состоялись выборы мэра Екатеринбурга, на которых победил Евгений Ройзман.

### Выборы губернатора в Свердловской области в 2017 году
Назначены на 10 сентября 2017 года.